# Лесерф, Жан-Рене
Жан-Рене Лесерф (фр. Jean-René Lecerf) — французский политик, сенатор Франции, бывший президент Совета департамента Нор.

## Биография
Родился 10 апреля 1951 года в Валансьене (департамент Нор). По профессии преподаватель высшей школы. Вступил в партию Объединение в поддержку Республики в 1980-е годы, стал ассистентом Сержа Шарля, депутата Национального собрания Франции и мэра города Марк-ан-Барёль. В 1989 году был избран в городской совет, стал вице-мэром Марк-ан-Барёля. В 1994 году, после смерти Сержа Шарля, занял пост мэра города. Через год он впервые возглавляет партийный список на муниципальных выборах в Марк-ан-Барёле и после победы занимает пост мэра; в 2001 году он повторяет этот успех.
В 1988 году Жан-Рене Лесерф впервые избирается в Генеральный совет департамента Нор от кантона Марк-ан-Барёль. В 1994 году он с легкостью переизбирается в Генеральный совет, где правые с 1992 года имеют большинство. Он попытался оспорить у действующего президента Совета Жака Донне его пост, но уступил на выборах и был вынужден довольствоваться постом первого вице-президента. Когда в 1998 году правые потеряли большинство в Генеральном совете, Лесерф стал лидером оппозиции.
В 2001 году он впервые возглавил правый список на выборах в Сенат и привел его ко второму месту, проведя в Сенат двух кандидатов. Аналогичного результата он достиг и на выборах в 2011 году. После избрания в Сенат в 2001 году ушел с поста мэра Марк-ан-Барёля. В 2014 году бросил вызов Мартин Обри на муниципальных выборах в Лилле, но уступил и возглавил правую оппозицию в городском совете.
В марте 2015 года Жпан-Рене Лесерф был избран в новый орган - Совет департамента Нор от кантона Лилль-2 и 2 апреля был избран президентом Совета. Через три недели после этого он сдал мандат сенатора.
Жан-Рене Лесерф неоднократно высказывал мнения, расходящиеся с официальной позицией его партии. В частности, он предлагал выступать на выборах единым фронтом с левыми против Национального фронта. Он сблизился с настоятелем мечети Лилля Амаром Лафаром, которого многие во Франции обвиняют в фундаментализме. В декабре 2015 года он вышел из партии Республиканцы.

## Занимаемые выборные должности
1988 — 21.03.2015 — член Генерального совета департамента Нор от кантона Марк-ан-Барёль

1989 — 1994 — член муниципального совета города Марк-ан-Барёль 

1994 —  10.11.2001 — мэр города Марк-ан-Барёль 

23.09.2001 — 21.04.2015 — сенатор Франции от департамента Нор  

04.04.2014 — 28.06.20205 — член муниципального совета города Лилль 

02.04.2015 — 01.07.2021 — президент Совета департамента Нор.